# Wspólnota administracyjna Haslach im Kinzigtal
Wspólnota administracyjna Haslach im Kinzigtal – wspólnota administracyjna (niem. Vereinbarte Verwaltungsgemeinschaft) w Niemczech, w kraju związkowym Badenia-Wirtembergia, w rejencji Fryburg, w regionie Südlicher Oberrhein, w powiecie Ortenau. Siedziba wspólnoty znajduje się w mieście Haslach im Kinzigtal, przewodniczącym jej jest Heinz Winkler.
Wspólnota administracyjna zrzesza jedno miasto i cztery gminy wiejskie:
- Fischerbach, 1 741 mieszkańców, 20,30 km²
- Haslach im Kinzigtal, miasto, 6 979 mieszkańców, 18,71 km²
- Hofstetten, 1 703 mieszkańców, 18,15 km²
- Mühlenbach, 1 668 mieszkańców, 31,22 km²
- Steinach, 3 940 mieszkańców, 33,33 km²